# الحقبة السحيقة الأولى
الحقبة السحيقة الأولى (باللاتينية: Eoarchean)، (بالإغريقية: ēōs = Ἠώς = «فجر» - arkhaios = Αρχή = «البداية، المنشأ»)  وتعني «فجر الأزمنة القديمة». هي الحقبة الأولى من الدهر السحيق، بعد الدهر الجهنمي، امتدت من 4031 إلى 3600 مليون سنة مضت، لمدة 431 مليون سنة تقريبا. كانت الأرض فيه تتميز بالقشرة الصلبة. وفي هذه الحقبة تم تأريخ بداية الحياة على الأرض، استنادا إلى البكتيريا الزرقاء إلى تعود إلى ما قبل 3,500 مليون سنة. في ذلك الوقت، كان الغلاف الجوي بدون أكسجين وتراوح الضغط من 10 إلى 100 بار (حوالي 10 إلى 100 جو).

## جيولوجيا

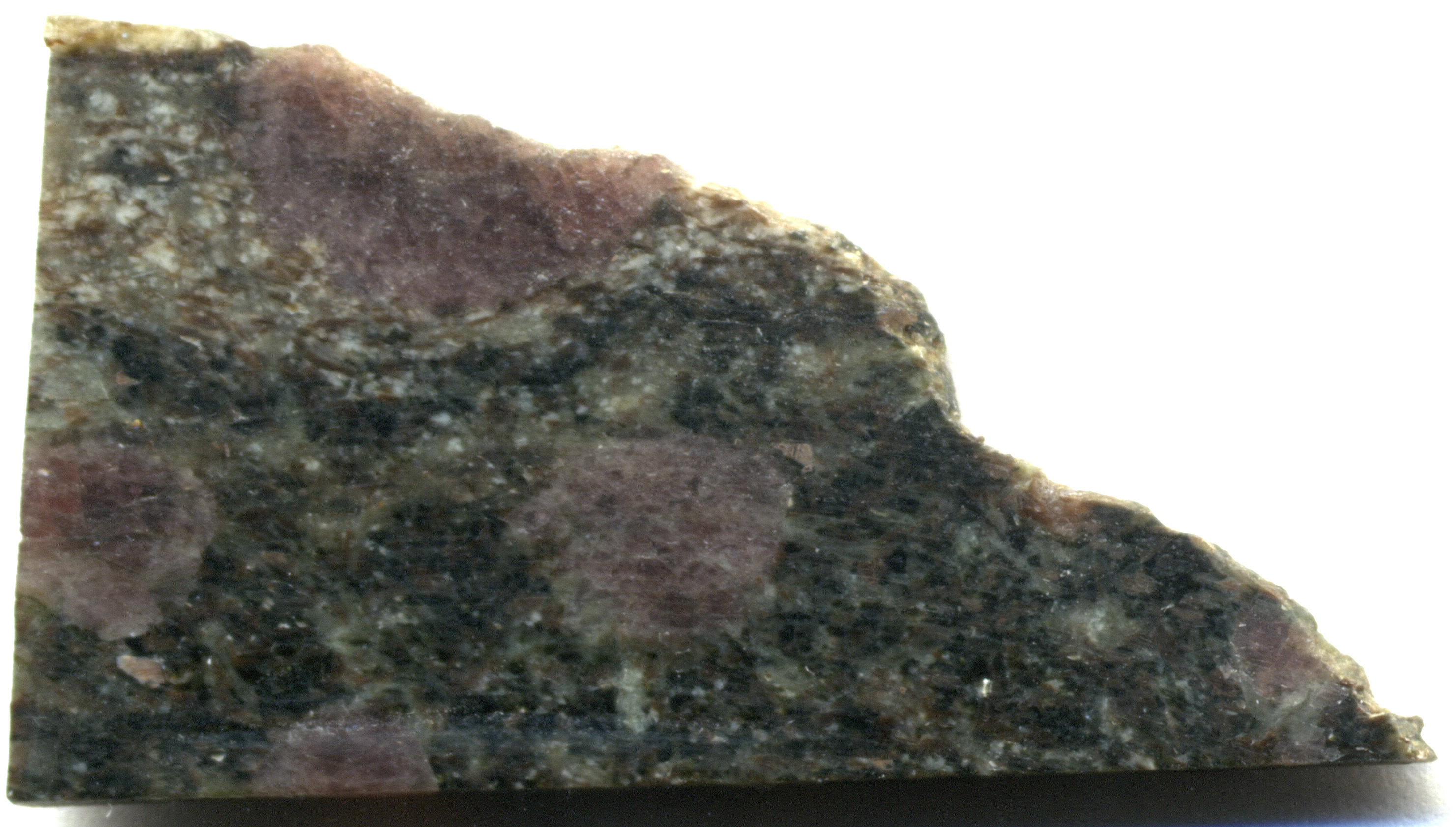
جرانيت شبيه النايس، من حزام الحجر الأخضر نووفواجيتوك، كندا. عمره 4.28 مليار سنة: أقدم صخور الأرض المعروفة المتوفرة.

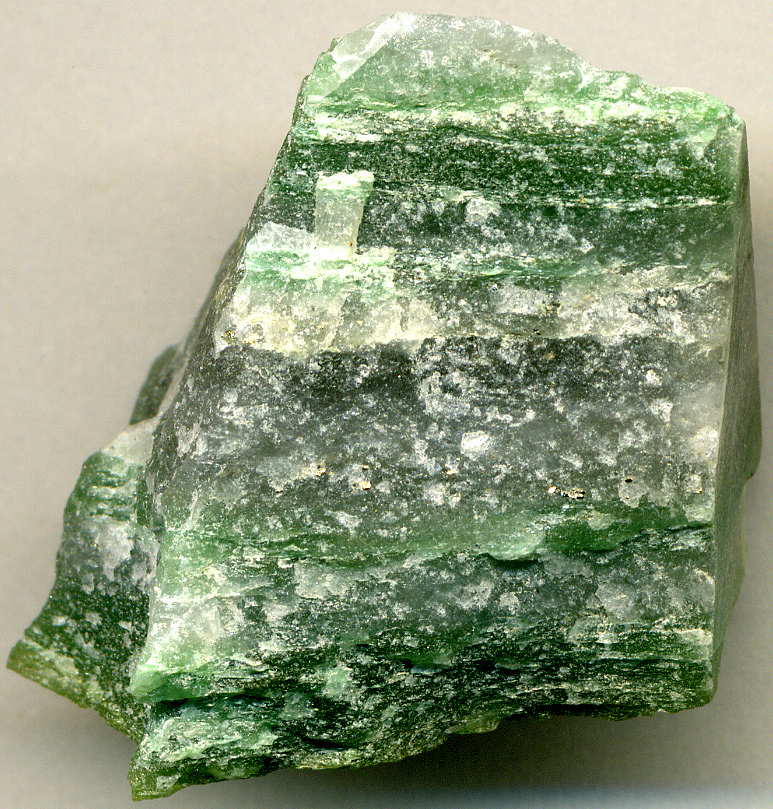
عينة جرينلانديت (نايس الفوكسيت كوارتز) عمرها 3.8 مليار سنة، نوب كانغيرلوا، غرينلاند.

من سمات الحقبة السحيقة الأولى هي أن الأرض لأول مرة تمتلك قشرة قوية. لكنها لم تكن مكتملة في العديد من المواقع وقد يوجد في بعض المناطق حمم بركانية على السطح. وتتصف بداية هذه الحقبة بقصف كويكب ثقيل داخل النظام الشمسي الداخلي: القصف الشديد المتأخر. أكبر تكوين للحقبة هو حزام إيسوا جرينستون [الإنجليزية] ويقع على الساحل الجنوبي الغربي لغرينلاند ويعود تاريخه إلى 3.8 مليار سنة مضت. يعود تاريخ صخور نايس اكاستا في الدرع الكندي إلى 4,031 مليون سنة مضت، وهي أقدم تشكيلات صخرية محفوظة. في عام 2008، تم اكتشاف تشكيل صخري آخر في حزام الحجر الأخضر نووفواجيتوك في شمال كيبيك كندا والذي يعود تاريخه إلى 4,280 مليون سنة مضت. وتخضع هذه التشكيلات حاليا لتحقيقات مكثفة.

## الغلاف الجوي
تبين من تخصيب كربون-12 الموجود في صخور أباتيت التي في غرينلاند أن عمرها 3,850 مليون سنة. وقد أثار ذلك جدلاً حول ما إذا كانت هناك حياة متعلقة بالتمثيل الضوئي قبل 3.8 مليار سنة.